# Ricardo Flores Magón
Ricardo Flores Magón (ur. 16 września 1874 w San Antonio Eloxochitlán, zm. 21 listopada 1922 w Leavenworth) – meksykański rewolucjonista-anarchista.

## Życiorys
Od najmłodszych lat badał twórczość klasyków anarchizmu takich jak Michaił Bakunin, Piotr Kropotkin i Pierre-Joseph Proudhon, a także współczesnych myślicieli jak Élisée Reclus, Charles Malato, Errico Malatesta, Anselmo Lorenzo, Emma Goldman, Fernando Tarrida del Mármol i Max Stirner. Najbardziej jednak popierał anarchizm Kropotkina.
Studiował również prace Marksa oraz Henrika Ibsena. Był on inspiratorem dla meksykańskich rewolucji, redagując Regeneración, podburzając społeczeństwo przeciwko dyktaturze Porfirio Diaza.
Od 1904 roku przebywał na terytorium USA (głównie w więzieniach), inspirując powstanie wielu kalifornijskich rewolt oraz komun, gdyż to jego postać pobudziła wyobraźnię amerykańskich anarchistów. Zmarł w 1922 roku w więzieniu.
W 2008 roku z okazji stulecia rewolucji meksykańskiej Bank Meksyku wyemitował upamiętniającą go monetę okolicznościową o nominale 5 peso.